# Anton von Schmerling
Anton von Schmerling lovag (németül Anton Ritter von Schmerling) (Bécs, 1805. augusztus 23. – Bécs, 1893. május 23.) osztrák politikus.

## Életpályája
Jogot végzett, majd a bírói pályára lépett. 1842-ben törvényszéki tanácsos rangjára emelkedett. Emellett lovag rangjánál fogva részt vett az alsó-ausztriai rendek gyűléseiben, ahol a Metternich-féle rendszert néhány alkalommal elítélte és a polgári és a pórosztály érdekeinek felkarolása által bizonyos népszerűségre emelkedett, mely az 1848 márciusi felkelés napjaiban még fokozódott. Azonnal a mozgalomhoz csatlakozott és Hoyos grófnak, a nemzetőrség parancsnokának szárnytisztje lett. Mihelyt a Pillerstorf-minisztérium az ügyek élére került, Schmerlinget Frankfurtba küldték, hogy ott a 17-es bizottságban az új birodalmi alkotmányjavaslat kidolgozása közben az osztrák érdekeket érvényre juttassa. János főherceg, az új birodalmi kormányzó, július 15-én a kül- és a belügyi tárcát bízta rá, amelyek közül Schmerling utóbb a külügyit tartotta meg. Midőn a többség a minisztereket a malmői fegyverszünet megkötése után leszavazta, a minisztérium Schmerlinggel együtt visszalépett, de szeptember 24-én ez utóbbi újra elfoglalta állását. Csak midőn a porosz érzelmű párt diadala biztosnak látszott, 1849. december 15-én lépett vissza állásáról.

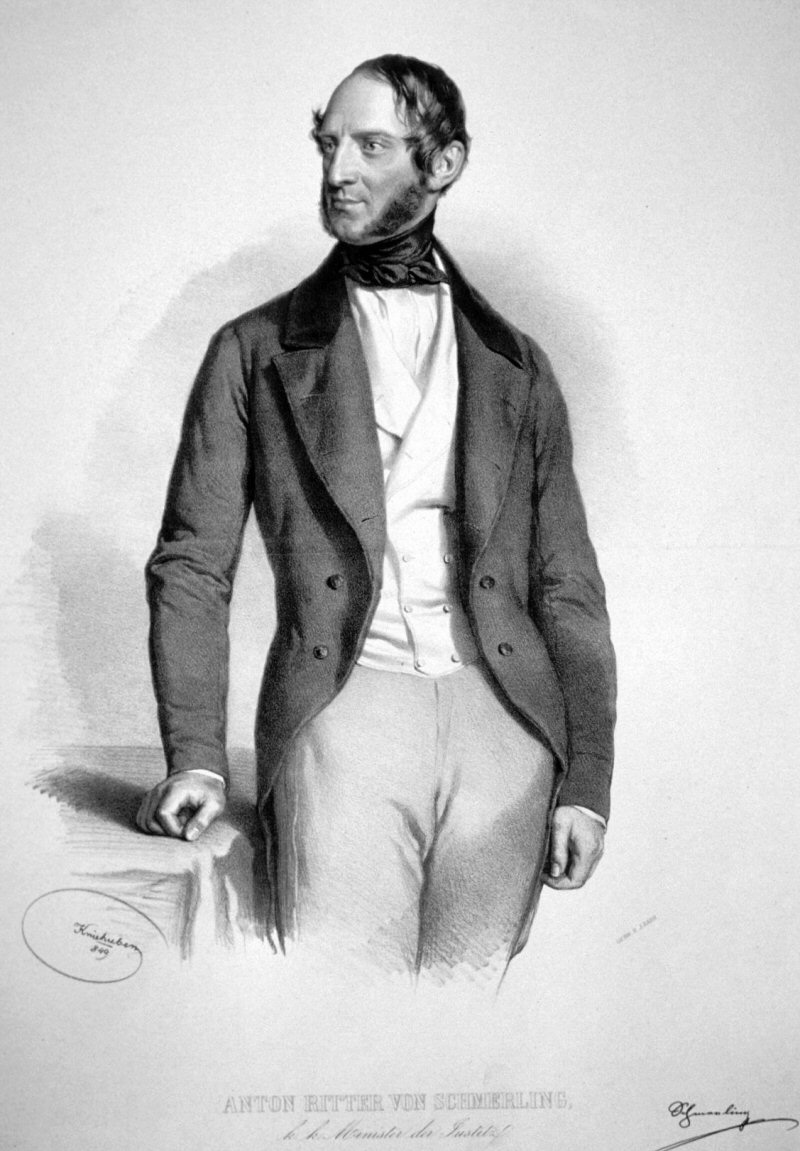
Schmerling 1849-ben Josef Kriehuber litográfiája

Mikor a parlament tényleg a porosz királynak ajánlotta fel az új császári koronát, visszatért Bécsbe, és osztrák igazságügy-miniszterré lett a Schwartzenberg-kabinetben, mely állásban az esküdtszék és a nyilvános törvényszéki tárgyalások behozatala által érdemeket és újabb népszerűséget szerzett. Amikor a Schwartzenberg-kabinet mindinkább a reakció lejtőjére lépett, Schmerling ellentétbe került minisztertársaival és a kremsieri birodalmi gyűlés szétkergetése, az olasz és a magyar szabadságharc elnyomása után 1851 elején állásáról lemondott. Néhány hónappal később I. Ferenc József a legfelsőbb törvényszék tanácselnökévé nevezte ki, amely állást Schmerling 1858-ban a fellebbezési törvényszék elnökségével cserélte fel.
1860. december 13-án kinevezték államminiszterré és azzal a feladattal bízták meg, hogy centralisztikus alapon nyugvó, mérsékelt szabadelvű alkotmányt dolgozzon ki az összbirodalom számára. 1861. február 26-án jelent meg a híres császári pátens, amely Schmerling ellenjegyzése mellett a birodalom összes népeinek képviselőit a birodalmi gyűlésbe hívta egybe. Az osztrák-német szabadelvűek, különösen a centralisták el voltak ragadtatva a februári pátenstől és Schmerlinget, mint az »alkotmány atyját« magasztalták. Nem úgy a federalisták, a szlávok és olaszok, elsősorban pedig a magyarok.
Ilyen viszonyok között az 1861. május 1-jén nagy fénnyel megnyílt birodalmi gyűlésterme csak félig telt meg képviselőkkel; a Deák Ferenc szaván induló 1861. évi magyar országgyűlés nem küldte el képviselőit (csupán az erdélyi szászok jelentek meg 1863.), a horvát, az olasz (velencei) képviselők is távol maradtak. Miután Deák Ferenc szétrombolta Wenzel Lustkandl közjogi „légvárát”, Schmerling belátta, hogy hasztalan fáradozott.
Időközben Ausztriában is megfeneklett az alkotmányos és szabadelvű áramlat, és miután a harmadik ülésszakban a csehek is hátat fordítottak a »Schmerling-színháznak«, maga Schmerling is csak »szűkebb« tanácsnak merte nevezni a birodalmi gyűlést. Amikor I. Ferenc József 1865-ben Forgáchot és Pálffyt elbocsátotta és újra Majláth Györgyre bízta a kormányt, újból megkísérelte a magyarokkal való kibékülést, Schmerling felismerte, hogy helyzete immár tarthatatlan és hogy vérmes reményeiben csalódott, és ekkor 1865. július 27-én lemondott. A császár megköszönte odaadó buzgóságát és a legfelsőbb törvényszék elnökévé nevezte ki hű emberét.
1867. április 1-jén a felsőház élethossziglani tagjává lett, amely állásban mint a német szabadelvű párt vezére, a fennálló alkotmányt erélyesen védelmezte és különösen 1879-től a föderalista Taaffe-kabinet ellen több alkalommal heves támadást intézett, 1886-ban maga fogalmazta a Prazák miniszter Sprachverordnungja ellen irányuló határozati javaslatot. Schmerling a bécsi tudományos akadémiának elnöke is volt, a Theresianumnak pedig kurátora.